# الانتخابات العامة الليبية 1952
أُجريت الانتخابات العامة الليبية في ليبيا في 19 فبراير 1952،  باستثناء ثلاث دوائر انتخابية في طرابلس، حيث تم تأجيل الانتخابات حتى مارس بعد أن قام المشاغبون بتدمير السجل الانتخابي يوم الانتخابات. وهي أول انتخابات في تاريخ البلاد.

## النظام الانتخابي
اقتصر التصويت على الرجال العاقلين والميسرين الذين تزيد أعمارهم عن 21 عامًا، ولم يسمح بالاقتراع السري، إلا في المناطق الحضرية. انتخب 55 عضوا في مجلس النواب في البرلمان في دوائر انتخابية ذات عضو واحد. تم تقسيم الدوائر إلى مناطق حضرية وريفية. في المناطق الحضرية، تم إعطاء الناخبين ورقة اقتراع، والتي أسقطوها في صندوق الاقتراع الملون لمرشحهم، بينما في المناطق الريفية سُئل الناخبون عمن يؤيدون وتم تسجيل إجابتهم من قبل ضابط التسجيل، مع لجنة من المراقبين كشهود. وضمت اللجنة ضابطا عائدا وقاضيا وشخصا مرموقا من الدائرة.
ورفضت الامم المتحدة اقتراحا بضرورة مراقبة الانتخابات.

## يوم الحملة والانتخاب
وتنافس في الانتخابات ما مجموعه 141 مرشحا ، ترشح معظمهم كمستقلين. كانت هناك مجموعتان متعارضتان. أحدهما داعم لرئيس الوزراء محمود المنتصر والآخر بقيادة حزب المؤتمر برئاسة بشير بك السعداوي. كان حزب المؤتمر يركز إلى حد كبير على معارضة النفوذ الأجنبي في ليبيا، على الرغم من تلقيه الدعم المالي من مصر. كما زعمت أن التصويت للمرشحين الموالين للحكومة سيؤدي إلى قيام الناخبين بشكل فعال بطرد أنفسهم من العقيدة الإسلامية. ودعا رئيس الوزراء الناخبين إلى انتخاب المرشح الأكثر ترجيحًا للمساعدة في تنفيذ برنامج الحكومة المكون من 19 نقطة.
في يوم الانتخابات قتل شخص وأصيب ضابط شرطة بريطاني إثر تبادل لإطلاق النار بين حشد من الناس والشرطة في مصراتة، كما تم نقل عدة أشخاص إلى المستشفى بعد أن استخدمت الشرطة الغاز المسيل للدموع. واندلعت أعمال العنف بعد إخبار الحشد بأن طلباتهم لمرشح حزب المؤتمر للتواجد في غرفة الاقتراع غير قانونية. وحدثت احتجاجات مماثلة في طرابلس.

## النتائج وما بعدها
كما هو متوقع ،  انتصر حزب المؤتمر في طرابلس، لكن المرشحين الموالين للحكومة فازوا بجميع المقاعد الأخرى. فاز حزب المؤتمر بما مجموعه ثمانية مقاعد، بينما شغلت غالبية المقاعد من قبل المستقلين الموالين للحكومة. بعد الانتخابات، اندلعت أعمال شغب، مما أدى إلى حظر جميع الأحزاب السياسية. تم ترحيل السعداوي إلى مصر مع شقيقه وابن أخيه وبعض المؤيدين الآخرين، بينما تم ترحيل سكرتير حزب المؤتمر إلى وطنه تونس.